# Economía de España durante la Primera Guerra Mundial

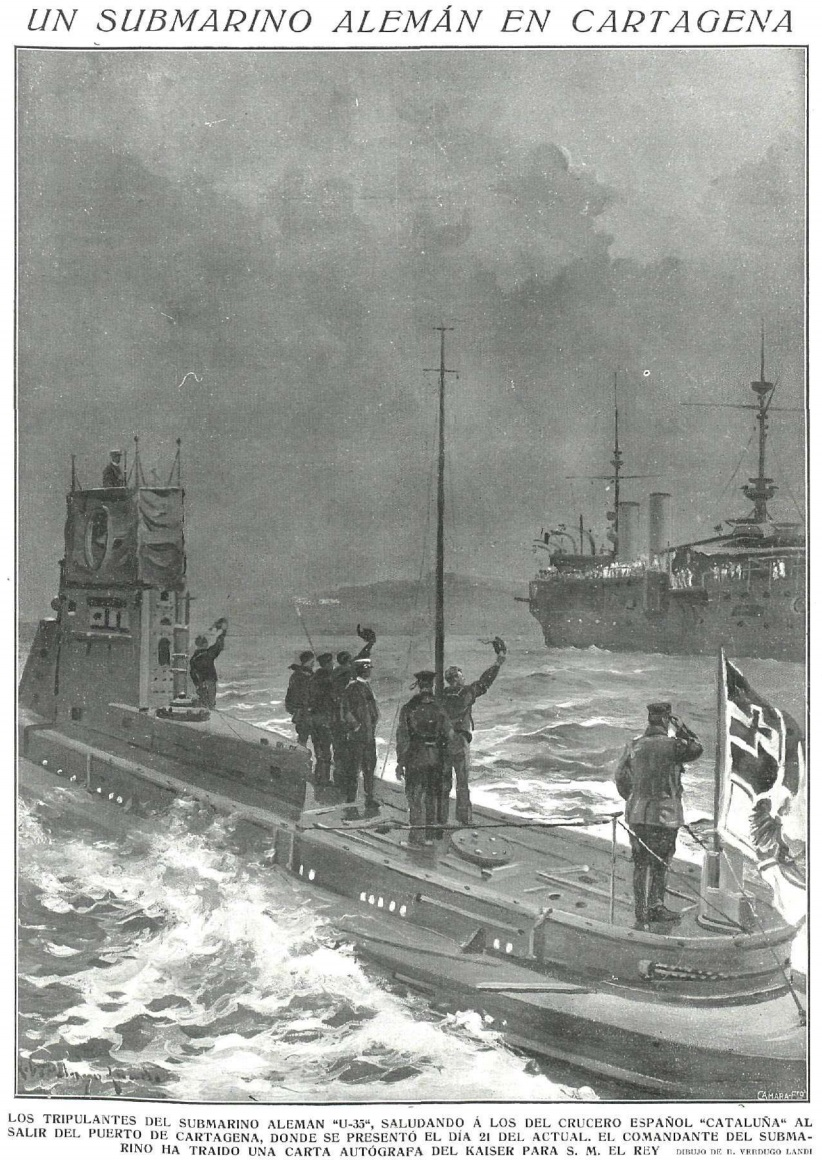
Ilustración de la revista la Esfera de 1 de julio de 1916, subtitulada: Un submarino alemán en Cartagena — Los tripulantes del submarino alemán "U-35", saludando á los del crucero español "Cataluña" al salir del puerto de Cartagena, donde se presentó el día 21 del actual. El comandante del submarino ha traído una carta autógrafa del Kaiser para S. M. el Rey.

La Primera Guerra Mundial, en la que España mantuvo una posición neutral, tuvo una gran influencia en la economía del país, con derivaciones sociales, políticas y culturales. Su neutralidad y la vecindad con los principales contendientes provocó que el sector del comercio exterior fuera el protagonista que marcó la economía española esos años y que trajo una época "dorada" que no se aprovechó para consolidar una mejor situación después de la guerra.

## Balanza de pagos
La balanza de pagos en España presentaba en los años previos a la guerra un importante déficit permanentemente. La contienda mundial provocó un cambio radical en su saldo por cuanto su inicio dio lugar a un importante incremento de las exportaciones fundamentalmente de productos agrícolas, textiles y metalurgia que fue acompañado al mismo tiempo de una caída de las importaciones. En cuanto a los servicios y transferencias también se incrementaron los ingresos procedentes de fletes y las remesas de trabajadores en el exterior así como la llegada de capitales procedentes del exterior. Todos estos hechos provocaron unos superávits de la balanza durante los años de la guerra desconocidos en la historia económica de España. Este superávit acumulado entre los años 1914 y 1919 se puede cuantificar, según Sudriá en 5.000 millones de pesetas de la época. Para entender la importancia de este importe es preciso remarcar que esta cantidad representaba entre un 25 y un 33% de la renta nacional de un año medio de ese periodo.
La utilización de este excedente fue variada. Una parte sustancial, algo más del 40%, de los beneficios obtenidos de la guerra quedaron almacenados como mayores reservas de oro en los sótanos del Banco de España. Otra parte se utilizó en la liquidación de la deuda pública exterior que se redujo casi en un 90%. Igualmente grandes empresas que estaban en manos extranjeras pasaron a ser propiedad de capitales españoles en sectores tan señalados como ferrocarriles y banca.

## Subidas de precios
Al igual que sucedió en el resto de Europa, la guerra rompió la estabilidad de los precios existente en España. El conflicto trajo desde 1914 hasta 1921 un intenso  proceso inflacionista, que tuvo sus causas por una parte en las dificultades para mantener las importaciones necesarias para el desarrollo de muchas de las actividades productivas y por otro lado el incremento de la demanda exterior procedente de los países beligerantes y también de terceros que quedaron desabastecidos por la interrupción del flujo tradicional del comercio. La alteración de los precios de consumo no fue igual para todo tipo de bienes, así el grupo de vestido y calzado fue el que mayores alzas experimentó seguido por los alimentos.

## La distribución de los beneficios
Los beneficios derivados de la neutralidad de España durante la guerra fueron objeto de un reparto desigual entre los distintos factores y sectores productivos. La renta empresarial incrementó su participación en la renta nacional como se desprende del análisis de los beneficios empresariales del periodo, pero lo hicieron también de una manera muy desigual, mientras algunos sectores incrementaron enormemente sus ganancias, otros sufrieron una recesión. De igual manera, según los profesores Carreras y Tafunel, los ingresos de los salarios bajaron en el mismo periodo y la guerra quebró la tendencia alcista que habían llevado los primeros años del siglo  XX. Ante un escenario inflacionario los salarios no crecieron al ritmo que lo hicieron los precios. Las consecuencias de estos hechos fueron movilizaciones laborales de gran amplitud e intensidad.

## Hacienda pública
El sistema tributario español no se adaptó a la situación de la guerra y de mayor prosperidad relativa produciéndose un incremento del déficit público. Ante la necesidad de recursos, en 1916, el ministro de Hacienda Santiago Alba presentó un proyecto de Ley en el Congreso de Diputados para instaurar un impuesto que gravara los beneficios extraordinarios obtenidos durante el periodo de guerra. Esta figura se había establecido ya en la mayoría de los países intervinientes en la Guerra Mundial y también por algunos neutrales. Sin embargo, el proyecto no fue aprobado por la obstrucción de un conjunto de diputados liderado por Francisco Cambó de la Lliga Regionalista y apoyado por sectores empresariales contrarios a la medida.
El proyecto se presentó el 3 de junio de 1916. Pocos días después, el 28 de junio, se celebró en el Hotel Palace de Madrid una concentración de empresarios afectados por el proyecto procedentes de toda España con la presencia de una veintena de diputados. En febrero de 1917, se descartó la propuesta.